# Jhon Anderson Rodríguez
Pour les articles homonymes, voir Rodríguez.
Rodríguez  Salazar est un nom espagnol. Le premier nom de famille, en général paternel, est Rodríguez ; le second, en général maternel, souvent omis, est Salazar.
Jhon Anderson Rodríguez Salazar, né le 12 octobre 1996 à Manizales (département de Caldas), est un coureur cycliste colombien.

## Biographie
En 2015, il participe à la Vuelta de la Juventud (le Tour de Colombie Espoirs), où il obtient la cinquième place.
En 2016, il remporte une étape du Tour de l'Avenir et le jour suivant s'empare du maillot jaune de leader. Il le conserve pendant une étape et termine finalement la course à la 29e place. Grâce à ses résultats dans cette dernière course, les dirigeants de l'équipe française Delko-Marseille Provence-KTM lui offre un contrat professionnel en septembre. Négocié sans manager, ni intermédiaire, cet engagement a une durée d'un an, puisque dans le même temps, Rodríguez a signé un pré-contrat avec la WorldTeam Etixx-Quick Step pour la saison 2018. Il poursuit finalement une saison supplémentaire avec la formation marseillaise.
Jhon Anderson Rodríguez met un terme à son contrat d'un commun accord avec la formation Delko, en mai 2018. Son passage dans l'équipe marseillaise n'a pas été celui escompté. Rodríguez reproche à sa formation de ne pas lui avoir fait confiance et donné un calendrier adapté à ses qualités de cycliste. Le Caldense se plaint d'avoir été engagé dans différentes épreuves de la Coupe de France, courses d'un jour ne lui correspondant pas. Ainsi les résultats ne furent pas au rendez-vous. Cependant, il reconnait que vivre seul, loin des siens, lui a beaucoup coûté, ne s'adaptant ni à la langue ni aux coutumes. Jhon Anderson retourne dans son pays mais ne trouve pas de place dans les différentes formations de l'Élite du cyclisme colombien (celles-ci ayant toutes bouclées leur effectif). Il trouve refuge dans l'équipe AV Villas, satellite de la formation Manzana Postobón. Déterminé à ne pas abandonner le cyclisme (sélectionné par la ligue cycliste de son département pour la représenter aux prochains Juegos Nacionales), il affronte sereinement la recherche d'une équipe pour la saison suivante. En novembre, Jhon Anderson Rodríguez trouve un accord avec Raúl Mesa, le manager de l'équipe continentale EPM, à charge pour le coureur de retrouver le plaisir et la motivation.

## Palmarès
- 2012
  - 3e du championnat de Colombie sur route cadets
- 2013
  -  Champion de Colombie du contre-la-montre juniors
- 2014
  -  Médaillé d'or par équipes aux Jeux olympiques de la jeunesse (avec Brandon Rivera)
  -  Médaillé de bronze du contre-la-montre aux Jeux olympiques de la jeunesse
- 2015
  - 1re étape de la Vuelta a Chiriquí (contre-la-montre par équipes)
  - 3e de la Clásica de Anapoima
- 2016
  - 5e étape du Tour de l'Avenir
  -  Médaillé de bronze du championnat panaméricain sur route espoirs
  -  Médaillé de bronze du championnat panaméricain du contre-la-montre espoirs
- 2019
  - 2e étape de la Vuelta al Tolima
  - 1re étape de la Vuelta a Antioquia
  - 2e de la Vuelta al Tolima
- 2022
  - 1re étape de la Clásica de El Carmen de Viboral (contre-la-montre par équipes)

## Classements mondiaux
| Année            | 2016   | 2017   |
| ---------------- | ------ | ------ |
| UCI America Tour | 93e    |        |
| UCI Europe Tour  | 1 259e | 1 487e |
| UCI Asia Tour    |        | 521e   |